# Europeiska valutafonden
Europeiska valutafonden (engelska: European Monetary Fund, EMF) är ett föreslaget EU-organ som föreslås ersätta Europeiska stabilitetsmekanismen. Kommissionen Juncker föreslog dess inrättande den 6 december 2017. Kommissionen ville att förslaget skulle genomföras före juli 2019, men förhandlingarna i rådet har försenat ikraftträdandet. Förslaget måste först godkännas av Europeiska unionens råd och Europaparlamentet. Förslaget väntas behandlas av rådet under senare delen av 2019.